# Konrad Pawlik
Konrad Marcin Pawlik (ur. 24 października 1976 w Warszawie) – polski ekonomista i dyplomata. W latach 2014–2015 podsekretarz stanu w Ministerstwie Spraw Zagranicznych, w latach 2016–2018 ambasador Rzeczypospolitej Polskiej na Białorusi.

## Życiorys
Ukończył studia w zakresie międzynarodowych stosunków gospodarczych i politycznych w Szkole Głównej Handlowej w Warszawie. W latach 2001–2006 był pracownikiem naukowym w katedrze zarządzania i biznesu międzynarodowego na Uniwersytecie w Aarhus, gdzie również obronił pracę doktorską.
W latach 2006–2007 pracował w Biurze Spraw Zagranicznych Kancelarii Prezydenta RP. Następnie przeszedł do pracy w Ministerstwie Spraw Zagranicznych. Od 2010 do 2012 był zatrudniony w Stałym Przedstawicielstwie RP przy OECD w Paryżu. W 2012 został zastępcą dyrektora Departamentu Wschodniego MSZ, po czym w 2014 objął stanowisko jego dyrektora. Pełnił również funkcję pełnomocnika ministra spraw zagranicznych ds. Partnerstwa Wschodniego.
15 grudnia 2014 powołany na stanowisko podsekretarza stanu w Ministerstwie Spraw Zagranicznych odpowiedzialnego za kwestie współpracy rozwojowej, Polonii, polityki wschodniej i bezpieczeństwa. Zakończył urzędowanie w grudniu 2015. Od lutego 2016 do stycznia 2018 był ambasadorem RP w Białorusi. Później pełnił funkcję zastępcy dyrektora Departamentu Współpracy Ekonomicznej MSZ (do listopada 2022). Następnie pracownik Departamentu Azji i Pacyfiku MSZ, od lutego 2024 na stanowisku zastępcy dyrektora.

## Życie prywatne
Zna język angielski i rosyjski. Żonaty, ojciec córki i syna.